# Madame Royale
Madame Royale je někdejší titul určený pro nejstarší žijící neprovdanou dceru francouzských králů. Titul byl analogický k mužskému titulu Monsieur, který zpravidla náležel druhorozenému synovi francouzského krále. 

## Osoby spojené stitulem
Zřejmě neslavnější nositelkou titulu byla Marie Terezie Bourbonská (1778–1851), dcera krále Ludvíka XVI.
Titulu Madame Royale užívala také Izabela Bourbonská, nejstarší dcera Jindřicha IV. Po její smrti přešel titul na její sestru Kristýnu.

## Podobné
V britské královské rodině je občas používán obdobný titul Princess Royal (královská princezna).